# Fytoplasma
Fytoplasma's en mycoplasma's zijn gespecialiseerde bacteriën, die geen celwand hebben. Fytoplasma's parasiteren het floëem van planten.
Fytoplasma's zijn veel kleiner dan bacteriën en 0,3 - 0,5 µm groot. De grootte van het genoom is 580 tot 2200 kilobasepaar. Ze kunnen niet zoals de gewone bacteriën op een voedingsmedium gekweekt worden. Met behulp van de PCR-techniek kunnen ze aangetoond en op naam gebracht worden.
Vele fytoplasma soorten zijn ziekteverwekkers in belangrijke gewassen. Zo veroorzaakt Phytoplasma australiense het "Sudden Decline" bij Cordyline (Cordyline australis), een plant die van nature in Nieuw-Zeeland groeit.
In verschillende plantensoorten, zoals kerstroos en Cylindropuntia geven fytoplasma's de plant een ander uiterlijk. Typisch voor aantastingen bij Cactaceae zijn de massale vertakkingen en vorming van bloemknoppen. Dit verschijnsel wordt ook wel heksenbezem genoemd.
Het kandidaat geslacht Phytoplasma moet formeel nog worden vastgesteld. Er zijn op dit ogenblik 15 verschillende groepen, die verschillen op grond van het 16S rRNA molecuul:
- 16SrI (Aster yellows group) Ca. Phytoplasma asteris en Ca. Phytoplasma japonicum
- 16SrII (Peanut witch's broom group) Ca. Phytoplasma aurantifolia
- 16SrIII (X-disease group)
- 16SrIV (Coconut lethal yellows group) Kokosnoot
- 16SrV (Elm yellows group) Iep
- 16SrVI (Clover proliferation group) Klaver
- 16SrVII (Ash yellows group) Es
- 16SrVIII (Luffa witches'-broom group)
- 16SrIX (Pigeon pea witches'-broom group)
- 16SrX (Apple proliferation group) Appel
- 16SrXI (Rice yellow dwarf group) Rijst
- 16SrXII (Stolbur group)
- 16SrXIII (Mexican periwinkle virescence group)
- 16SrXIV (Bermuda white leaf group)
- 16SrXV (Hibiscus witches'-broom group) Hibiscus

## Ziekteverschijnselen
Bij de sierpeer Pyrus calleryana 'Chantecleer' geeft het pere-aftakelingsfytoplasma een vervroegde en veelal intensieve roodverkleuring van de bladeren. Bij ernstige aantasting kan de boom afsterven. Dit fytoplasma wordt overgebracht door perebladvlooien (Psylla sp.).
Bij aantasting van appelbomen met de heksenbezemziekte door fytoplasmen treedt een ernstige aantasting van de vruchtopbrengst op. De vruchten blijven bovendien klein, weinig gekleurd en smaakloos. Ook rijpen zij niet af. Overdracht kan gebeuren door enten van een aangetaste boom te gebruiken en door zuigende insecten zoals de appelbladvlo of de cicade Fiebriella florii.